# Parafia Zesłania Ducha Świętego w Szczecinie

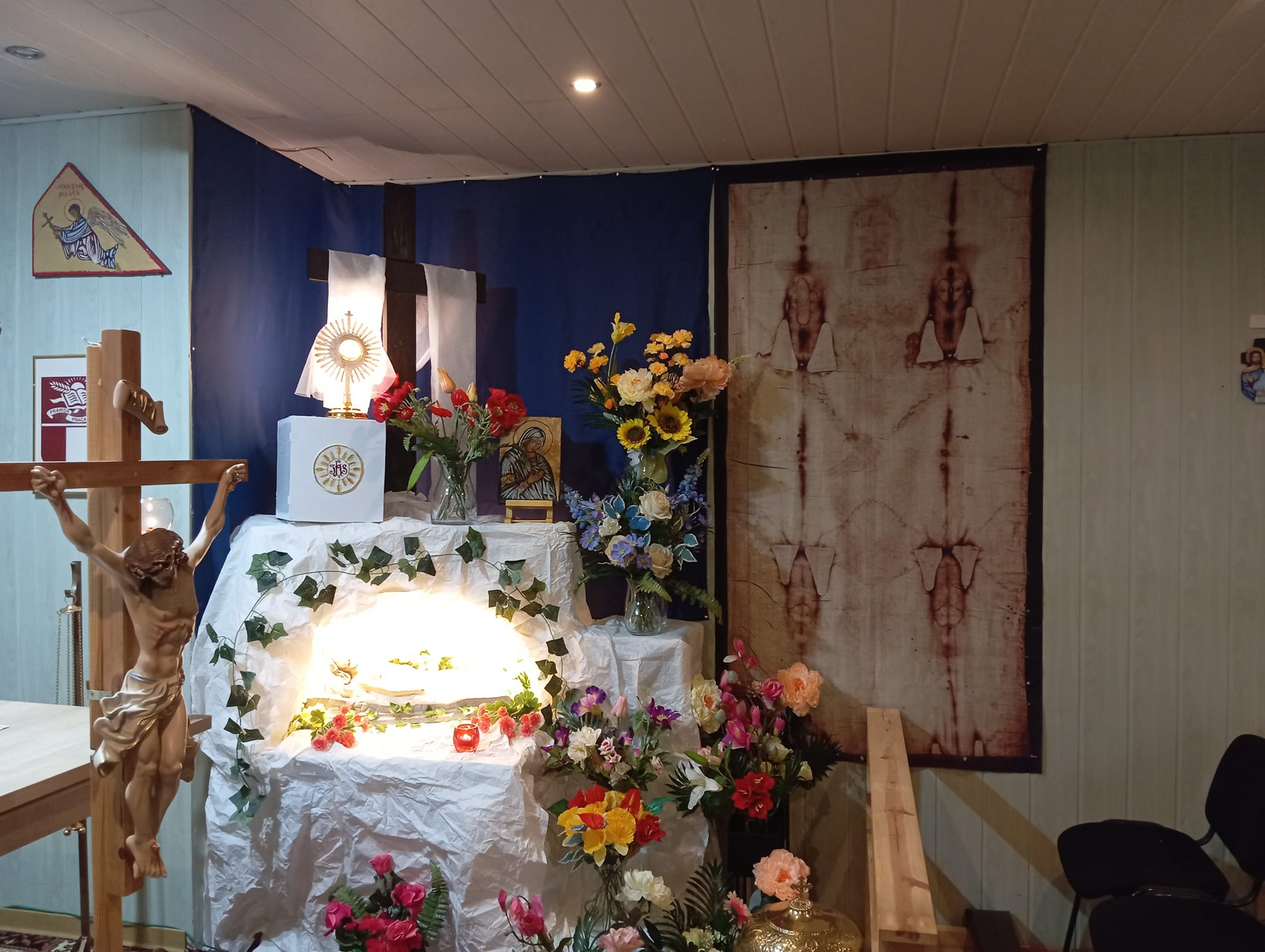

Parafia Zesłania Ducha Świętego w Szczecinie – parafia Katolickiego Kościoła Narodowego w RP w Szczecinie.
Parafia erygowana 25 lipca 2014. Posiada kaplicę (ul. Szczerbcowa 1), która została poświęcona 20 czerwca 2015.